# Maks Velo
Maks Velo (París, Francia, 31 de agosto de 1935-Tirana, Albania, 7 de mayo de 2020) fue un pintor, periodista y arquitecto albanés nacido en Francia. Sus obras se han expuesto en Europa y Estados Unidos.

## Biografía
Velo escribió numerosos ensayos relacionados con la dictadura de Enver Hoxha, quien gobernó entre 1944 y 1985. También publicó álbumes fotográficos en los que presentaba sus obras, así como obras ilustradas sobre el arte folclórico albanés y el realismo socialista.
Velo se unió a la Liga Albanesa de Escritores y Artistas (ALWA) en 1969. Hasta principios de la década de 1970, diseñó y construyó hoteles, escuelas, casas, cines y parques públicos en Tirana. Enseñó en la Universidad de Artes de Tirana. En 1973 fue criticado por sus opiniones en la ALWA y acusado de modernismo en el congreso nacional de arquitectura albanés de 1975.

### Encarcelamiento y liberación
Velo fue condenado a 10 años de prisión en 1978 por «agitación y propaganda» contra el régimen de Hoxha. Casi todas sus pinturas fueron destruidas y sus colecciones de arte fueron robadas o quemadas.
Fue liberado de la prisión de Spaç en 1986 y se le asignó un trabajo en una fábrica de piedra abrasiva en Tirana. En 1991, la Corte Suprema de Albania revisó su caso y se le eliminó su historial delictivo. Desde entonces, realizó casi cuarenta exposiciones en Albania, Estados Unidos, Francia y Polonia. También participó en exposiciones en Grecia, Túnez e Italia y dio conferencias en el Minneapolis College of Art and Design, la Universidad de Bellas Artes de Poznań, la Universidad de Cornell y la Universidad de Roma La Sapienza.
Maks Velo falleció el 7 de mayo de 2020 en Tirana a los 84 años.